# William Stanley Jevons
William Stanley Jevons (født 1. september 1835, død 13. august 1882) var en britisk økonom og professor i Manchester og London. Sammen med bl.a. Carl Menger, Léon Walras og Alfred Marshall regnes han for en hovedperson i grundlæggelsen af den neoklassiske skole i slutningen af 1800-tallet. Bogen A General Mathematical Theory of Political Economy fra 1862 er af den senere økonom Irving Fisher blevet beskrevet som begyndelsen på den matematiske metodes anvendelse inden for økonomi.
I offentligheden blev han for alvor kendt med bogen The Coal Question fra 1865, hvor han henledte opmærksomheden på den gradvise udtømning af Storbritanniens kulresurser og fremsatte Jevons' paradoks: Større effektivitet i kuludnyttelsen kan medføre højere i stedet for lavere forbrug. 
Hans hovedværk regnes for at være The Theory of Political Economy fra 1871, hvor han startede den marginale revolution i økonomi (bl.a. indsigten, at det er den marginale nytte og ikke den samlede nytte af en vare, der bestemmer varens pris).

## Jevons' analyse af penges funktioner
I bogen Money and the Mechanism of Exchange fra 1875 leverede Jevons en berømt analyse af penges forskellige funktioner, som han opdelte i fire: Penge er et betalingsmiddel, en måleenhed, et værdiopbevaringsmiddel og en standard til opgørelse af gæld. De fire funktioner er senere blevet memoreret i det engelske vers: Money's a matter of functions four, a Medium, a Measure, a Standard, a Store. Opdelingen er stadig i dag grundlaget for økonomiske analyser af penges betydning, idet man normalt dog kun regner med de tre første funktioner og betragter den fjerde og sidste som en underafdeling af de tre første (se Penge).

## Død
Jevons døde ved en drukneulykke i 1882.